# Stefan Neugebauer
Stefan Neugebauer (* 1. Juli 1975 in Rotenburg an der Fulda) ist ein deutscher Koch.

## Werdegang
Nach der Ausbildung wechselte Neugebauer 1995 zur Residenz Heinz Winkler nach Aschau im Chiemgau, 1997 zum Restaurant von Dieter Müller in Bergisch Gladbach und 1999 zum Hotel Adler zu Hans Stefan Wöhrle in Weil am Rhein. 2000 wechselte er zum Restaurant Schwarzer Hahn im Deidesheimer Hof in Deidesheim.
Seit 2004 ist er Küchenchef im Restaurant Schwarzer Hahn, das von 2005 bis 2019 und 2022 mit einem Michelinstern ausgezeichnet wurde.

## Auszeichnungen
- 2003: 2. Platz Aufsteiger des Jahres, Der Feinschmecker
- 2004: Ein Stern im Guide Michelin 2005

## Publikationen
- Zu Gast im Deidesheimer Hof, Stefan Neugebauers kreative Küche. Neuer Umschau-Verlag, 2005, ISBN 3-86528-223-7.
- Essessenz. Neuer Umschau Verlag, Neustadt an der Weinstraße 2012, ISBN 978-3-86528-709-0.